# Rez
A Rez – a készítés időszakában K-Project, Project Eden és Vibes néven emlegették – egy rögzített útvonalas lövöldözős (videójátékos körökben jobban elfogadott angol nevén rail shooter) játék, amit a Sega Japánban 2001-ben jelentette meg Dreamcast és PlayStation 2 játékkonzolokra. Az európai Dreamcast és az Egyesült Államokbeli PlayStation 2 megjelenés 2002-ben történt meg. A játékot a United Game Artist fejlesztette, akik a Sega egyik divíziója. A fejlesztő csapat néhány tagja a korábban feloszlott Team Andromeda emberei, akik a Panzer Dragoon sorozat fejlesztésében vettek részt. A játék kigondolója és producere Mizugucsi Tecuja. Cége a Q Entertainment jelentette meg 2008-ban a játék nagy felbontású verzióját, a Rez HD-t Xbox Live Arcade platformra.
A játék nevezetessége, a hagyományos hangeffektek lecserélése elektronikus zenékben használt hangokra. Miközben a játékos megsemmisíti az ellenfeleket és ezáltal előidéz bizonyos hangokat, azok a játék zenéjével karöltve egyedi hangélményt adnak. A játék a szinesztéziára épít, ami a Trance Vibrator perifériával fokozható.

## Történet
A játék helyszíne egy futurisztikus számítógép, amit "szuperhálózat" néven emleget a K-project, ahol a rengeteg lebegő adatot egy Édennek hívott mesterséges intelligencia vezérli. Éden túlterhelődött a hálózatról összegyűjtött rengeteg tudástól és a rendszer egy leállító parancs sorozatot küld szét, amik célba érése és aktiválódása katasztrofális eredményhez vezet. A játékos egy hackert irányít, aki belép a K-project rendszerbe és célul tűzi ki Eden újraindítását, miközben megsemmisíti a vírusokat és a tűzfalakat, ezeket analizálva lép tovább a belső körzetekbe és találja meg Édent. A K-project név és a játék vizuális, valamint szinesztézia inspirációja az orosz festőtől, Vaszilij Vasziljevics Kandinszkijtől származik. Nevét a stáblista végén említik, mint fő inspirátort. A Rez nevet az Underworld zenekar azonos című zeneszáma ihlette.

## Játékmenet
A Rez egy rail shooter, amiben a játékos egy kötött útvonalon halad át a számítógépes hálózatokon. A játékost egy változó külsejű avatár jelképezi. Nem lehet szabadon mozogni a térben, irányítani csak egy célkeresztet lehet. E célkereszttel és a befogó gomb nyomvatartásával lehet egyszerre maximum 8 ellenfelet kijelölni, majd a gomb felengedésével megtörténik a tüzelés. Ha a játékos nem elég gyors és eltalálja egy ellenfél, az avatárja átalakul és egy alacsonyabb fejlettségi szintre kerül. Legalacsonyabb szint esetén egy bekapott találat a játék végét jelenti. Alacsony szinten egy gömb jelképezi a játékost, magasabb szinteken pedig egy emberi figura.
Néhány ellenfélből extra felvehető elemek esnek ki kilövésük után. A kék színű kockákkal a fejlettségi szint növelhető – megfelelő mennyiség összeszedése után, a vörös kockákkal az overdrive (magyarul kb. túlvezérlés) lehetőséget kapja meg, ami aktiválásával a képernyőn látható összes ellenfél kilövésre kerül. Pont gyűjtő játékmódban zöld kocka is felbukkanhat, ami mindössze plusz pontokkal jutalmazza a játékost. A felsorolt elemeket azok kilövésével lehet felvenni.
A játék 5 területen vezet végig. Az első 4 terület mindegyike tíz-tíz rétegen keresztül és mindegyik végén van egy végső küzdelem egy nagyobb, masszívabb főellenfél ellenfél ellen. Az 5. terület több és hosszabb területet ölel fel, aminek a végén az előző 4 főellenfél kicsit egyszerűsített verziójával és egy végső nagy főellenféllel kell megküzdeni. A végső küzdelem teljesítésével teljesül Éden újraindítása.
A főellenfelek nehézsége változó, ami játékos teljesítményétől függ. A Sega ezzel az alkalmi játékosoknak akart kedvezni, de megmarad a kihívás is a gyakorlottabb játékosoknak, így növelve számukra az újrajátszhatósági értéket. Ezen túlmenően a területek végigjátszása után további alternatív játékmódok, szín variánsok és titkos területek nyithatók meg.
Ellentétben a legtöbb játékkal, a Rez nem tartalmaz hangeffekteket, vagy beszélt dialógusokat. Ehelyett a játék az elektronikus zenére helyezi a hangsúlyt, ami a háttérben egyre gazdagabb lesz, ahogy a játékos fedezi fel területeket. A zenét tovább fokozzák a harc közben létrehozott hanghatások (például a cinek és a dobok), az ellenfelek és a környezeti hatások. A környezet, az ellenfelek és a játékos is a zene ütemére változik, pulzál. A Sega a reklámokban a szinesztéziára, az érzékeket érő hatásokra fókuszált.

## Zene
A játék zenéje Rez / Gamer's Guide to… címen jelent meg, ami a következő zeneszámokat tartalmazza:
1. Keiichi Sugiyama – Buggie Running Beeps 01 (5:20)
2. Mist – Protocol Rain (7:08)
3. Ken Ishii – Creation the State of Art (Full Option) (6:33)
4. Joujouka – Rock Is Sponge (7:31)
5. Adam Freeland – Fear (Rez Edit) (5:06)
6. Coldcut & Tim Bran – Boss Attacks (Remix) (7:15)
7. EBZ – F6 G5 (7:48)
8. Oval – Octaeder 0.1. (3:22)
9. Ken Ishii – Creative State (6:20)
10. Oval – P-Project (5:38)